# Delma plebeia
Delma plebeia är en ödleart som beskrevs av De Vis 1888. Delma plebeia ingår i släktet Delma och familjen fenfotingar. Inga underarter finns listade i Catalogue of Life.
Arten förekommer i Australien i delstaterna New South Wales och Queensland. Den saknar extremiteter. Honor lägger ägg.